# Bacchus (mythologie)

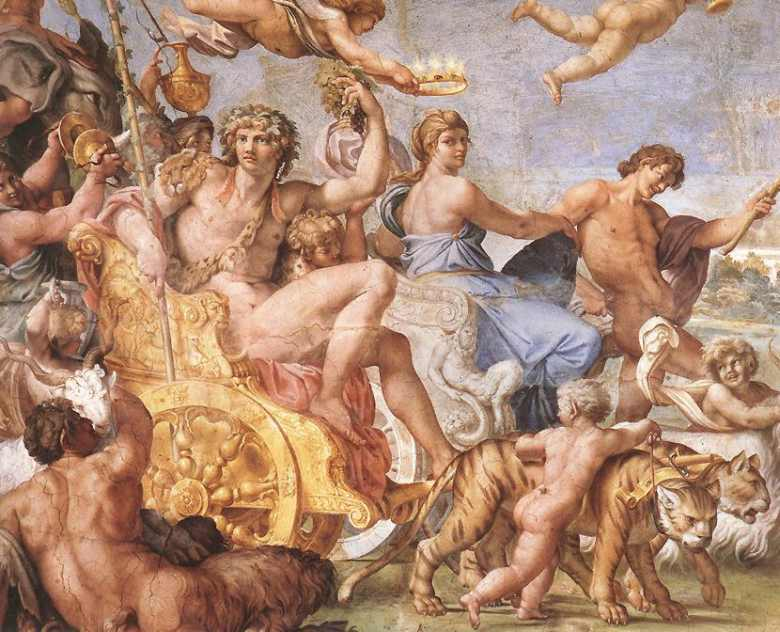
Triomf van Bacchus en Ariadne, rond 1600 geschilderd door Annibale Carracci

Bacchus is in de Romeinse godsdienst de god van de wijn, en van de roes en de dronkenschap. Hij is de zoon van Jupiter en Semele. Zijn moeder is de dochter van Kadmos. Toen zijn moeder zwanger van hem was, werd zij door Jupiters bliksem gedood. Het ongeboren kind werd vervolgens in Jupiters dij genaaid en kwam drie maanden later ter wereld.
Bij de Grieken is hij voornamelijk bekend onder de naam Dionysos, hoewel de naam Bacchos ook bij de Grieken af en toe gebruikt werd. Zijn Etruskische tegenhanger is Fufluns. Bij de Romeinen werd Bacchus geïdentificeerd met de Italische god Liber.
Bacchus/Dionysos werd in de oudheid voorgesteld als een (half)naakte jongeman, vaak met een staf en een kroon van wingerdbladeren, en vergezeld door Ariadne of door een panter.  
Dionysos werd vooral vereerd in Athene, Thracië, Boeotië, op het eiland Naxos en in het, door de veroveringen van Alexander de Grote, gehelleniseerde noordwesten van het Indisch subcontinent. Hij trok rond met een stoet van dieren, maar ook van Maenaden en satyrs  om de mensen de teelt van fruitbomen en vooral van de wijnstok te leren. Naast dronkenschap bracht hij ook beschaving en inspiratie in de schone kunsten.

## Bacchus in de westerse kunst
Veel beeldend kunstenaars, vooral uit de renaissance en de barok, hebben levenslustige Bacchusfiguren uitgebeeld, bijvoorbeeld Michelangelo en Caravaggio.  De trionfo di Bacco e Arianna (1490) is een beroemd gedicht van de Florentijnse vorst Lorenzo de Medici, waarin deze de mens aanspoort van het leven te genieten zolang (kort) als het duurt. Maar ook in modernere tijden komt Bacchus in de kunst voor. Enkele voorbeelden zijn het ballet Bacchus et Ariane van Albert Roussel, Dionyzos, de roman van Louis Couperus en het muziekstuk Bacche bene venies ("Bacchus wees welkom") uit de Carmina Burana van Carl Orff.

## Galerij

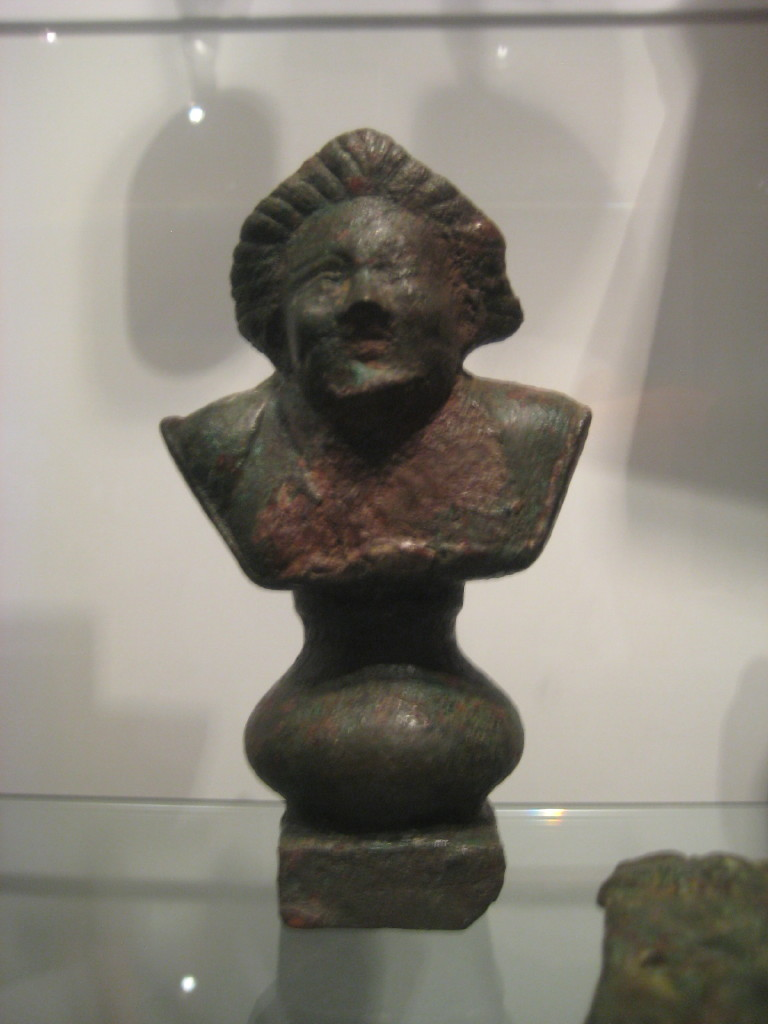
Cultusbeeldje Bacchus, Museum Cultuurforum Aardenburg
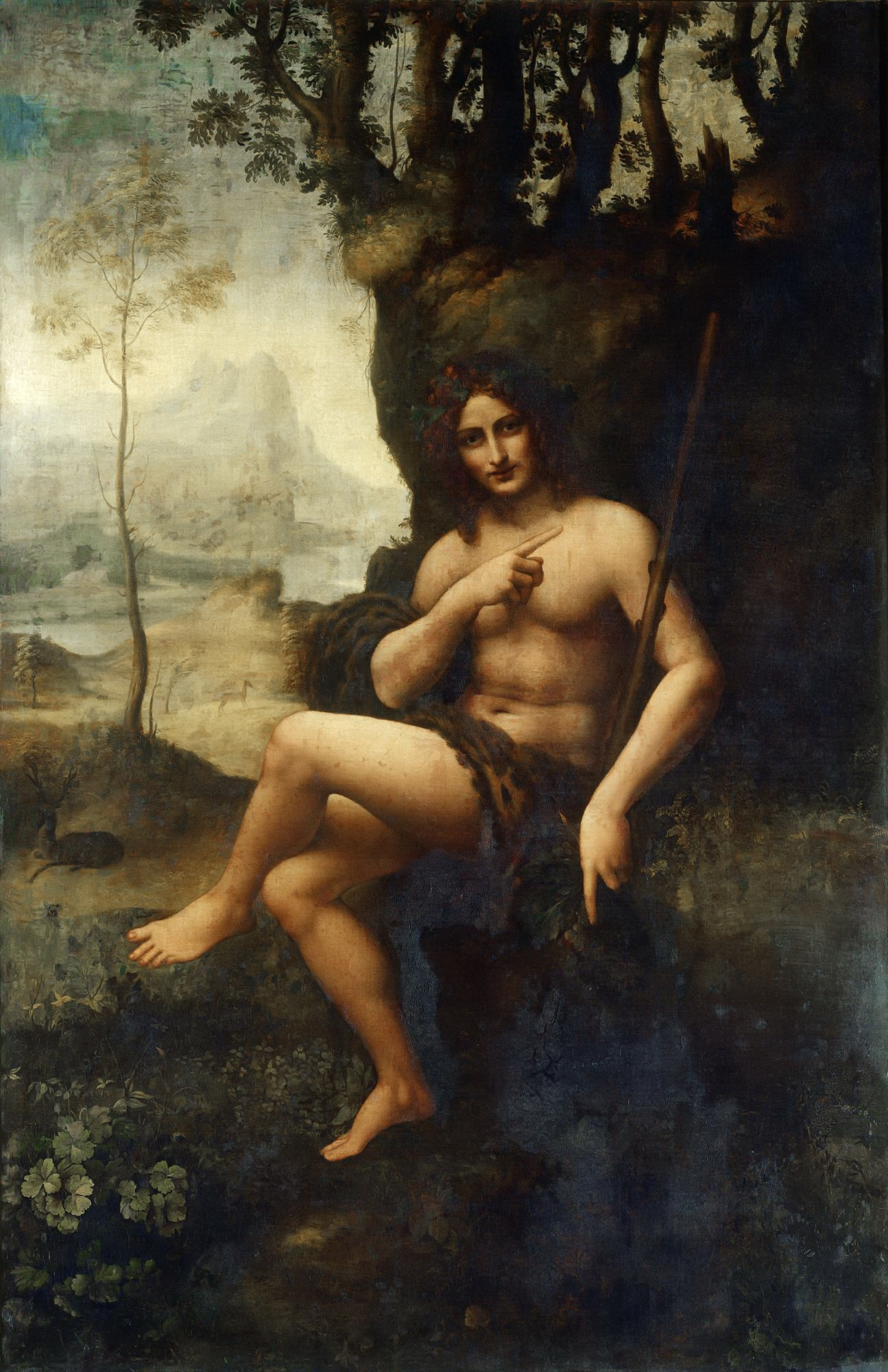
'Bacchus' door Leonardo da Vinci